# Нозеда, Джанандреа
Джанандреа Нозеда (итал. Gianandrea Noseda; род. 1964, Милан) — итальянский дирижёр.
Изучал дирижирование, композицию и фортепиано в Миланской консерватории. Затем занимался в мастер-классах Донато Ренцетти, Чон Мён Хуна и Валерия Гергиева. В 1994 г. выиграл в Испании Международный конкурс дирижирования Кадакесского оркестра, после чего был приглашён возглавить сам оркестр. С 1997 г. был главным приглашённым дирижёром Мариинского театра, затем главным приглашённым дирижёром Роттердамского филармонического оркестра. С 2001 г. главный дирижёр Филармонического оркестра BBC, одновременно с 2007 г. главный дирижёр туринского Королевского театра. Особый интерес прессы вызвал проект, реализованный Нозедой и оркестром BBC в 2005 г.: концертное исполнение девяти симфоний Бетховена было доступно для скачивания в Интернете. С 2011 г. - главный приглашённый дирижёр Израильского филармонического оркестра.